# Херман фон Верберг
Херман фон Верберг (на немски: Hermann von Werberg; † сл. 1256) е господар на Верберг (Варберг) в Долна Саксония.

## Произход
Той е син на Конрад фон Верберг († сл. 1220). Внук е на Конрад фон Верберг († 1214) и правнук на граф Екехард фон Верберг/Хаген († сл. 1160). Родът му произлиза от графовете фон Хаген и Ем.
Резиденцията на фамилията му е водният замък Варберг в Долна Саксония. Членовете на фамилията имат висши църковни служби, дават епископи на Халберщат (2×) и Минден и се издигат на имперски князе.

## Фамилия
Херман фон Верберг се жени пр. 1236 г. за Лукард фон Дорщат († сл. 12 юни 1274), дъщеря на Бернхард I фон Дорщат († сл. 1245) и Аделхайд фон дем Дике, дъщеря на Конрад I фон дем Дике. Те имат децата:
- Херман фон Верберг († 2 август 1302), женен за Вилбург фон Вернигероде († сл. 18 август 1314), дъщеря на граф Гебхард I фон Вернигероде († 1270)
- Кунигунда фон Верберг, омъжена за Йохан фон Плото
- Аделхайд фон Верберг († сл. 19 май 1302), омъжена пр. 29 юни 1281 г. за граф Майнхер/Майнхард фон Шладен († сл. 1302)
- Конрад фон Верберг († 17 август 1291), женен, има деца
- Луитгард фон Верберг († 23 октомври), омъжена за Валтер VIII фон Арнщайн-Барби († сл. 1285), син на Валтер IV фон Арнщайн († сл. 1259)
- Бернхард фон Верберг († сл. 1240)
- Арнхолд фон Верберг († сл. 1290)
- Бия фон Верберг († сл. 1289), омъжена сл. 1274 г. за граф Хайнрих II фон Регенщайн († 1284/1285)
- Мехтилд фон Верберг († сл. 1307)